# Montignies-sur-Roc
Montignies-sur-Roc és un nucli del municipi d'Honnelles a la província d'Hainaut a la regió valona de Bèlgica, a la frontera amb França. L'1 de gener del 2006 tenia 550 habitants a una superfície de 308 hectàrees. Es troba a l'antiga via romana de Bavay a Utrecht (Chaussée de Brunehault) i al marge del Petite Honnelle, un afluent del Grande Honnelle a la conca de l'Escalda. L'activitat econòmica principal és l'agricultura. Hi ha hagut unes carreres de marbre, avui tancades.
La situació a la via romana explica la presència de vestigis gal·loromans. El primer esment del poble actual data del segle xi, quan depenia de la prebosteria de Mons. Vers 1600, Montignies dins del comtat d'Hainaut era una senyoria que pertanyia a la nissage dels de Roisin, tot i que hi havia altres propietars, com un mas de l'Abadia de Crespin.
Persones
Podria ser el poble natal del pintor renaixentista Adrià de Montigny (±1570-1615)
Llocs d'interès
- El Castell de la Motte Baraffe
- L'Església de la Mare de Déu
- L'antic molí d'aigua Gilmant del 1758 al Petite Honnelle
- La fàbrica de cervesa Brasserie des Rocs[3]

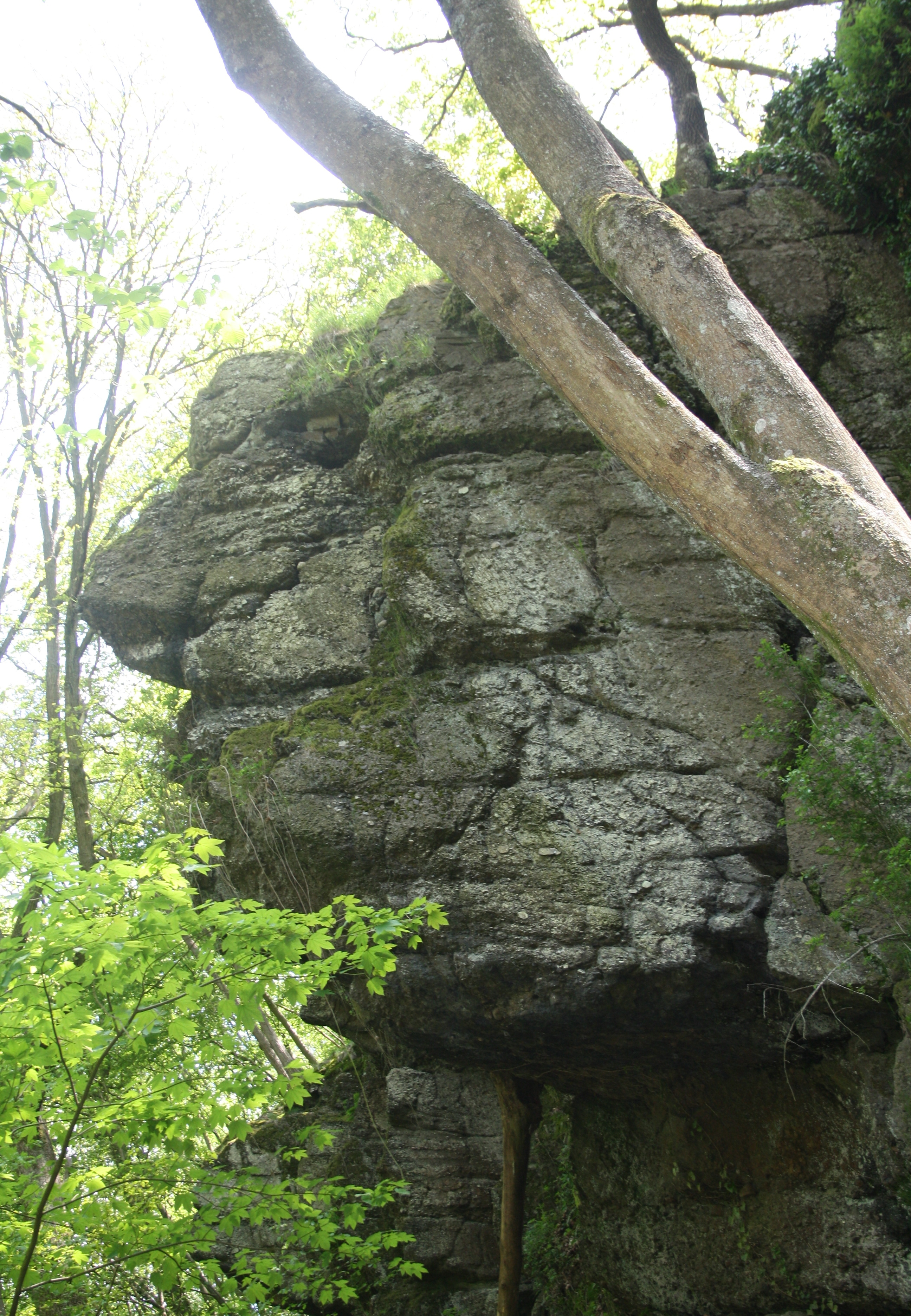
El  Caillou qui bique, monument llistat